# Holinka (Romny)
Holinka (ukrainisch Голінка; russisch Голенка Golenka) ist ein Dorf im Westen der ukrainischen Oblast Sumy mit etwa 440 Einwohnern (2001).

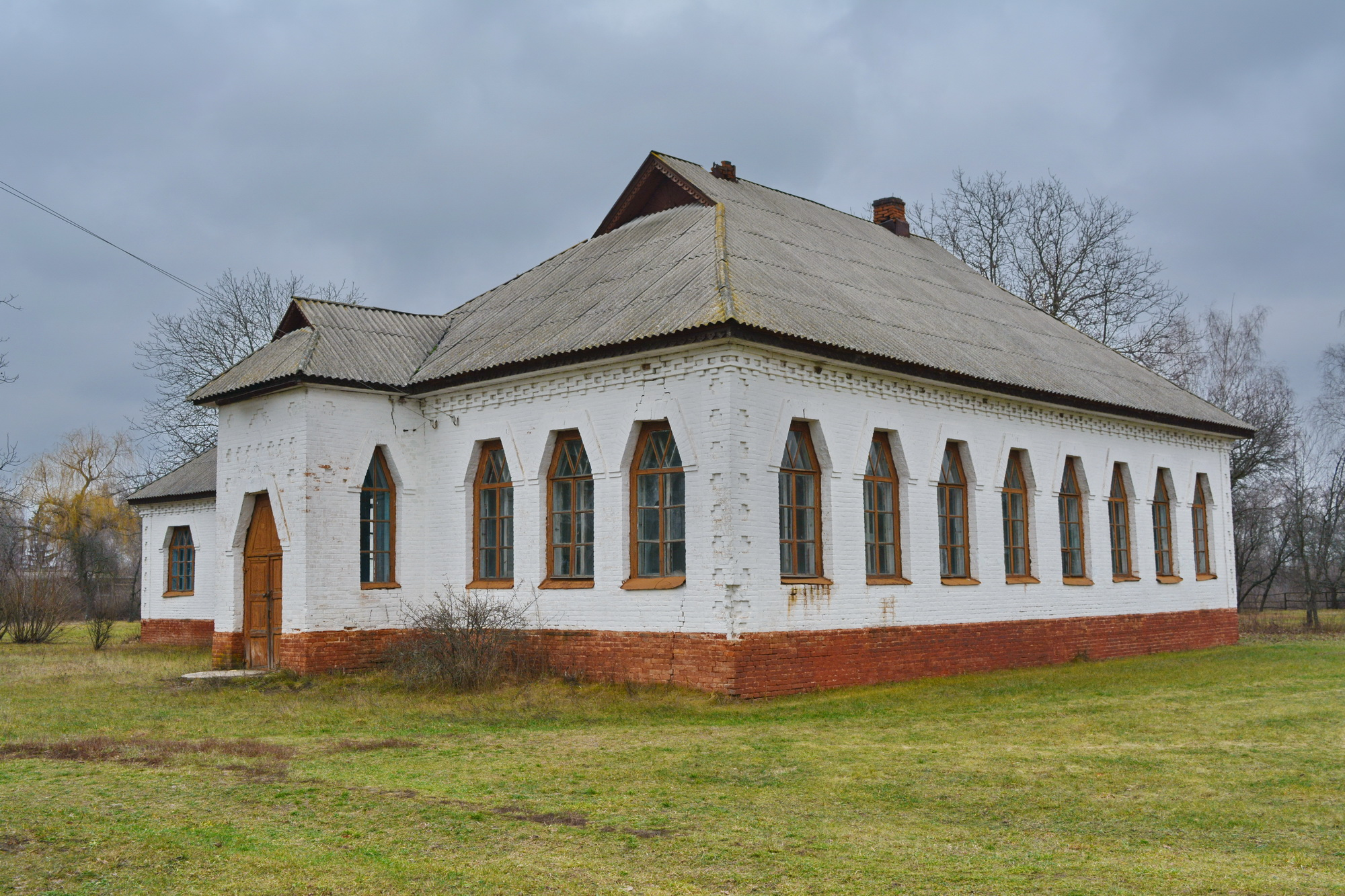
Dorfschule

Das Dorf wurde im Juli 2003 von Holenka (Голенка) in Holinka umbenannt. Es gehört administrativ zur Landratsgemeinde von Nowa Hreblja (Нова Гребля) im Süden des Rajon Romny und liegt auf einer Höhe von 167 m am rechten Ufer der Sula, einem 363 km langen, linken Nebenfluss des Dnepr, nahe der Grenze zur Oblast Poltawa.
Die Ortschaft befindet sich drei Kilometer südlich vom Gemeindezentrum Nowa Hreblja, etwa 40 Kilometer südwestlich vom Rajonzentrum Romny und etwa 140 km südwestlich vom Oblastzentrum Sumy.

## Persönlichkeiten
Im Dorf kam der russische  General der Infanterie, Landvermesser und Kartograph Iwan Strelbizki (Иван Афанасьевич Стрельбицкий; 1828–1900) zur Welt.